# العزيب
العزيب إحدى قرى الجمهورية التونسية، تقع في معتمدية منزل جميل من ولاية بنزرت، جنوب شرقي مدينة بنزرت. ترقيمها البريدي 7026.

### مواضيع ذات علاقة
- ولاية بنزرت.

1. ↑  "المناطق الترابية (العمادات) حسب الولايات والمعتمديات". اطلع عليه بتاريخ 2024-11-30.